# Ред Булл (хоккейный клуб, Мюнхен)

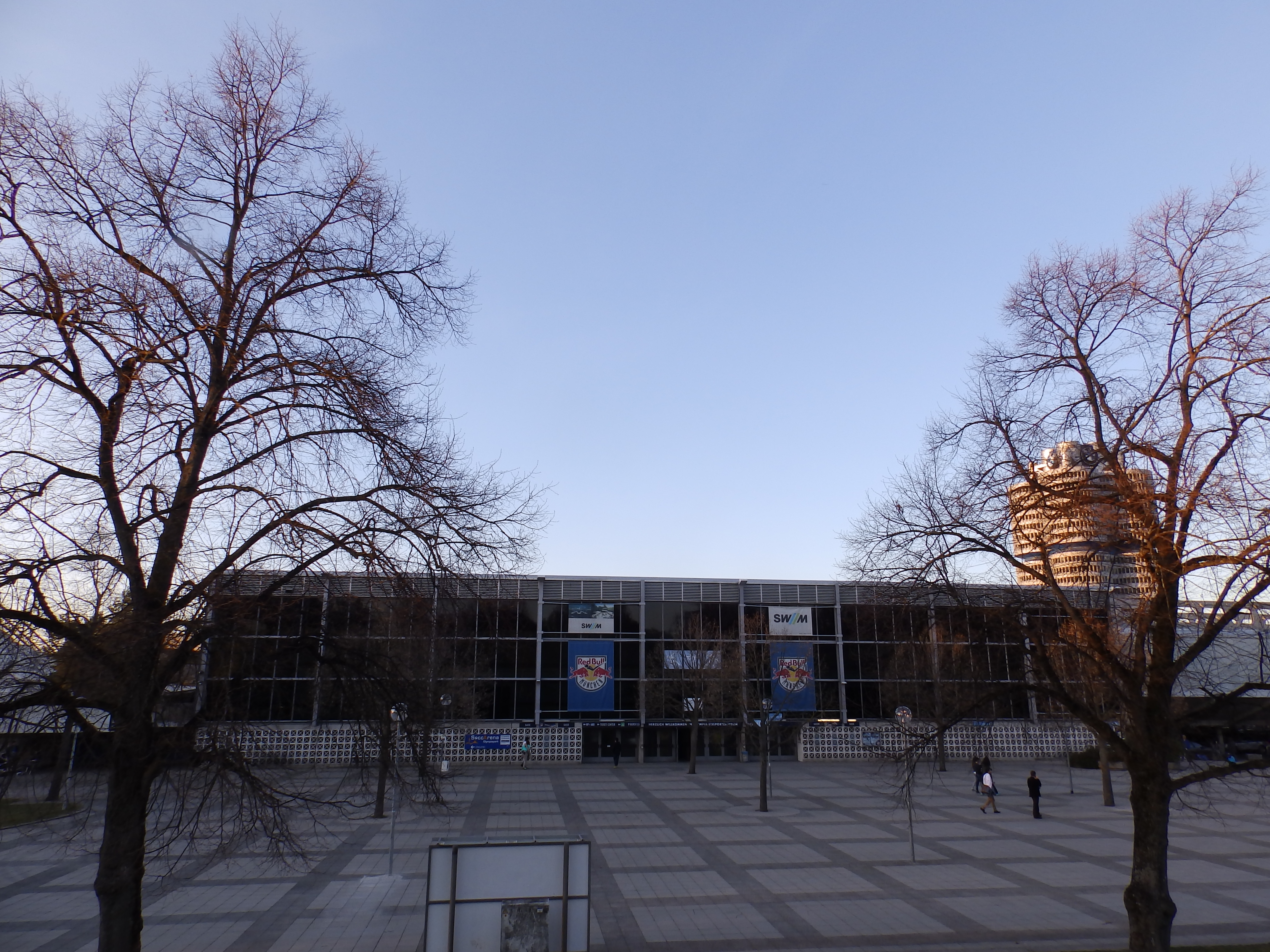
Олимпия-Айсшпортцентрум

«Ред Булл Мюнхен» (нем. EHC Red Bull München) — немецкий хоккейный клуб из города Мюнхен. С 2010 года выступает в Немецкой хоккейной лиге (DEL).

## История
Клуб основан в январе 1998 года. Домашние матчи клуб проводит на стадионе под названием Олимпия-Айсшпортцентрум (нем. Olympia-Eissportzentrum) в Олимпийском парке Мюнхена. В данный момент сменил название на «Ред Булл Мюнхен», в связи с тем, что компания Ред Булл стала главным спонсором клуба. В 2004—2012 годах назывался «Мюнхен 98», в 1998—2004 — «Мюнхен».

## Достижения
- Чемпион Немецкой хоккейной лиги (DEL) (4): 2015/16, 2016/17, 2017/18, 2022/23.
- Финалист Хоккейной Лиги чемпионов: 2019.